# Damián Suárez
Damián Suárez (Montevideo, 1988. április 27. –) uruguayi válogatott labdarúgó, a Peñarol hátvédje.

## Pályafutása

### Klubcsapatokban
Suárez az uruguayi fővárosban, Montevideoban született. Az ifjúsági pályafutását a helyi Defensor Sporting akadémiájánál kezdte.
2006-ban mutatkozott be a Defensor Sporting felnőtt keretében. 2011-ben a spanyol első osztályban szereplő Sporting Gijón szerződtette. 2012-ben az Elchéhez, majd 2015-ben a Getafe együtteséhez igazolt. Először a 2015. augusztus 22-ei, Espanyol ellen 1–0-ra elvesztett mérkőzésen lépett pályára. Első gólját 2018. április 15-én, szintén az Espanyol ellen hazai pályán 1–0-ás győzelemmel zárult találkozón szerezte meg. 2022. április 20-án az RC Celta de Vigo ellen 2–0-ra elvesztett bajnoki mérkőzésen 191. alkalommal lépett pályára a klub színeiben az élvonalban, amivel ő lett a legtöbbször pályára lépő játékos a klubban. 2024 februárjában közös megegyezéssel távozott a klubtól.
2024. február 9-én kétéves szerződést kötött a Botafogo csapatával. 2024. szeptember 16-án 2025 december 31-ig szóló szerződést kötött a Peñarollal.

### A válogatottban
Suárez az U17-es és az U20-as korosztályú válogatottakban is képviselte Uruguayt.
2022-ben debütált a felnőtt válogatottban. Először a 2022. január 28-ai, Paraguay ellen 1–0-ra megnyert mérkőzés 83. percében, Rodrigo Bentancurt váltva lépett pályára.

## Statisztikák
2022. október 1. szerint
| Klub           | Szezon   | Osztály          | Bajnokság | Bajnokság | Kupa és Ligakupa | Kupa és Ligakupa | Nemzetközi | Nemzetközi | Összesen | Összesen |
| Klub           | Szezon   | Osztály          | Meccs     | Gól       | Meccs            | Gól              | Meccs      | Gól        | Meccs    | Gól      |
| -------------- | -------- | ---------------- | --------- | --------- | ---------------- | ---------------- | ---------- | ---------- | -------- | -------- |
| Sporting Gijón | 2011–12  | La Liga          | 19        | 0         | 1                | 0                | —          | —          | 20       | 0        |
| Elche          | 2012–13  | Segunda División | 33        | 1         | 0                | 0                | —          | —          | 33       | 1        |
| Elche          | 2013–14  | La Liga          | 31        | 1         | 1                | 0                | —          | —          | 32       | 1        |
| Elche          | 2014–15  | La Liga          | 34        | 1         | 3                | 0                | —          | —          | 37       | 1        |
| Elche          | Összesen | Összesen         | 98        | 3         | 4                | 0                | 0          | 0          | 102      | 3        |
| Getafe         | 2015–16  | La Liga          | 31        | 0         | 2                | 0                | —          | —          | 33       | 0        |
| Getafe         | 2016–17  | Segunda División | 41        | 0         | 0                | 0                | —          | —          | 41       | 0        |
| Getafe         | 2017–18  | La Liga          | 33        | 1         | 0                | 0                | —          | —          | 33       | 1        |
| Getafe         | 2018–19  | La Liga          | 36        | 0         | 6                | 0                | —          | —          | 42       | 0        |
| Getafe         | 2019–20  | La Liga          | 30        | 1         | 0                | 0                | 4          | 0          | 34       | 1        |
| Getafe         | 2020–21  | La Liga          | 31        | 1         | 0                | 0                | —          | —          | 31       | 1        |
| Getafe         | 2021–22  | La Liga          | 35        | 0         | 0                | 0                | —          | —          | 35       | 0        |
| Getafe         | 2022–23  | La Liga          | 3         | 1         | 0                | 0                | —          | —          | 3        | 1        |
| Getafe         | Összesen | Összesen         | 240       | 4         | 8                | 0                | 4          | 0          | 252      | 4        |
| Összesen       | Összesen | Összesen         | 357       | 7         | 13               | 0                | 4          | 0          | 374      | 7        |

### A válogatottban
| Válogatott | Év       | Pályára lépés | Gól |
| ---------- | -------- | ------------- | --- |
| Uruguay    | 2022     | 7             | 0   |
| Összesen   | Összesen | 7             | 0   |

## Sikerei, díjai
Elche
- Segunda División
  - Feljutó (1): 2012–13

## Fordítás
Ez a szócikk részben vagy egészben  a   Damián Suárez című angol Wikipédia-szócikk fordításán alapul.  Az eredeti cikk szerkesztőit annak laptörténete sorolja fel. Ez a jelzés csupán a megfogalmazás eredetét és a szerzői jogokat jelzi, nem szolgál a cikkben szereplő információk forrásmegjelöléseként.